# Assoziiertes Primideal
In der kommutativen Algebra, einem Teilgebiet der Mathematik, ist ein Primideal eines Ringes {\displaystyle R} assoziiert zu einem Modul {\displaystyle M} über {\displaystyle R}, wenn es der Annihilator eines Elementes aus {\displaystyle M} ist.
Dieser Artikel beschäftigt sich mit kommutativer Algebra. Insbesondere sind alle betrachteten Ringe kommutativ und haben ein Einselement. Für weitere Details siehe Kommutative Algebra.

## Definition
Sei {\displaystyle R} ein Ring, sei {\displaystyle {\mathfrak {p}}\subseteq R} ein Primideal und sei {\displaystyle M} ein {\displaystyle R}-Modul. Dann heißt {\displaystyle {\mathfrak {p}}} assoziiert zu {\displaystyle M}, wenn ein {\displaystyle m\in M} existiert, sodass gilt:
{\displaystyle {\mathfrak {p}}=\mathrm {Ann} (m)}.
Es gibt also ein {\displaystyle m} in {\displaystyle M}, sodass für alle {\displaystyle r} in {\displaystyle R} gilt:
{\displaystyle r*m=0\Leftrightarrow r\in {\mathfrak {p}}}
Die Menge der assoziierten Primideale wird mit {\displaystyle \mathrm {Ass} (M)} bezeichnet.

## Sätze
Es gelten folgende Sätze für einen Modul {\displaystyle M} über einem Ring {\displaystyle R}:
- Ist {\displaystyle U} ein Untermodul von {\displaystyle M}, so ist

{\displaystyle \mathrm {Ass} (U)\subset \mathrm {Ass} (M)\subset \mathrm {Ass} (U)\cup \mathrm {Ass} (M/U)}
- Ist {\displaystyle M} nicht der Nullmodul und {\displaystyle R} noethersch, so ist {\displaystyle \mathrm {Ass} (M)} nicht leer.
- Ist {\displaystyle R} noethersch, so ist

{\displaystyle \bigcup _{{\mathfrak {p}}\in \mathrm {Ass} (M)}{\mathfrak {p}}}
die Menge aller Nullteiler von {\displaystyle M}.
- Ist {\displaystyle M} endlich erzeugt und {\displaystyle R} noethersch, so gibt es eine Kette von Untermoduln (eine Kompositionsreihe)

{\displaystyle M=M_{0}\subset M_{1}\subset \dotsc \subset M_{n}=0}
und eine Menge von Primidealen
{\displaystyle \{{\mathfrak {p}}_{i}|0\leq i<n,{\mathfrak {p}}\in \operatorname {Spec} (R)\}\supset \mathrm {Ass} (M)}
sodass {\displaystyle M_{i}/M_{i+1}} isomorph zu {\displaystyle R/p_{i}} ist. Insbesondere ist in diesem Fall {\displaystyle \mathrm {Ass} (M)} eine endliche Menge.
- Allgemein: Ist {\displaystyle R} noethersch und gibt es eine Kompositionsreihe

{\displaystyle M=M_{0}\subset M_{1}\subset \dotsc \subset M_{n}=0}
sodass {\displaystyle M_{i}/M_{i+1}} isomorph zu {\displaystyle R/{\mathfrak {p}}_{i}} ist (mit Primidealen {\displaystyle {\mathfrak {p}}_{i}}), so gilt:
{\displaystyle \mathrm {Ass} (M)\subset \{{\mathfrak {p}}_{0},\dotsc ,{\mathfrak {p}}_{n-1}\}\subset \mathrm {Supp} (M)}
Diese drei Mengen besitzen dieselbe minimalen Elemente.
- Daraus folgt insbesondere, dass ein noetherscher Ring nur endlich viele minimale Primideale enthält.

## Zusammenhang mit dem Träger
Wenn {\displaystyle R} ein noetherscher Ring und {\displaystyle M} ein Modul ungleich dem Nullmodul ist, dann ist der Träger von {\displaystyle M} die Menge aller Primideale, die Obermenge eines zu {\displaystyle M} assoziierten Primideals sind.